# Geofrey Massa
Geofrey Massa (Jinja, 19 de fevereiro de 1986) é um futebolista profissional ugandense que atua como atacante.

## Carreira
Geofrey Massa representou o elenco da Seleção Ugandense de Futebol no Campeonato Africano das Nações de 2017.